# Mykaná příze
Mykaná příze je každá příze z mykaného materiálu, který byl zpracován bez vyčesávání krátkých vláken. Mykané příze se vyrábí dvěma podstatně rozdílnými technologiemi, pro které se dá použít označení bavlnářská a vlnařská.

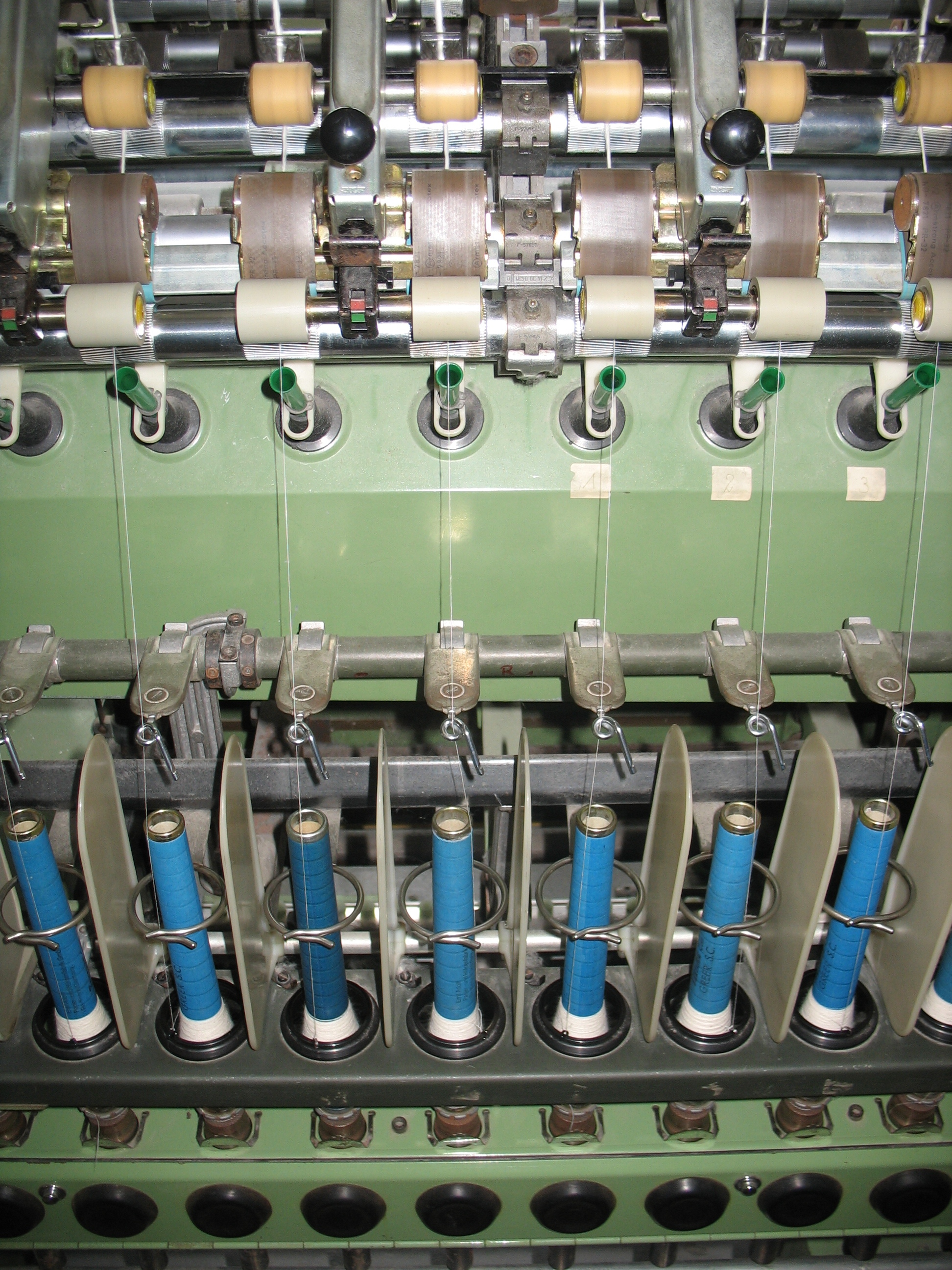
Prstencový dopřádací stroj s průtahovým ústrojím na bavlnu a česanou vlnu

Rozdíly v hlavních znacích obou způsobů výroby jsou patrné z tabulky:
|                               | Výrobní technologie | Výrobní technologie |
| bavlnářská                    | vlnařská            |                     |
| ----------------------------- | ------------------- | ------------------- |
| Celkový průtah                | 2 000–128 000       | 1,2–1,6             |
| Družení                       | 36–512×             | 0                   |
| Elektronická regulace průtahu | 1–2×                | 0                   |
| Délka vláken (cca mm)         | 10–40               | 10–80               |
| Jemnost vláken (dtex)         | 1,2–2,0             | 1,5–3,5             |
| Relat. pevnost příze (Rkm)    | 10–15               | 6–7                 |

U bavlnářské technologie se vlákna intenzivně urovnávají mnohonásobným průtahem do podélného směru, nestejnoměrnosti ve vlákenné vrstvě jsou při spřádání bavlny (a umělých vláken) vyrovnány nejméně 36násobným družením posukovaných pramenů a nejméně jednou elektronickou regulací. Hotová příze je poměrně pevná, má hladký povrch a tvrdý omak.
Vlnařské příze se vyrábí s minimálním průtahem mezi mykáním a dopřádáním a bez jakékoliv možnosti vyrovnat nestejnoměrnosti. Surovina často obsahuje vlákna se značnými rozdíly v délce. Příze má měkký, hřejivý povrch, vykazuje oproti bavlněných výrobkům nevalnou stejnoměrnost a sotva polovinu pevnosti. K výhodám patří velká rozmanitost možných směsí a nízké náklady na surovinu.

## Bavlnářská technologie

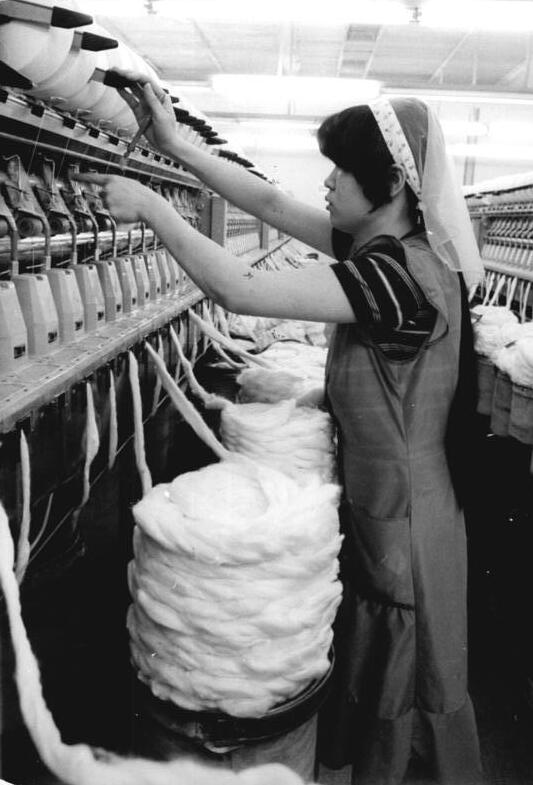
Dopřádání bavlny na rotorovém stroji (1987)

Mykáním se dokončuje rozvolnění a čištění vláken. Pramen od víčkového mykacího stroje se 2–3× posukuje na válečkových protahovacích strojích (kde se na každé pasáži druží 6–8 pramenů a případně mísí různé druhy vláken) a na křídlových strojích se zhotovuje přást jako předloha pro prstencové dopřádací stroje.
Tímto způsobem se vyrábí příze do jemnosti cca 20 tex na hrubší a tkaniny a pleteniny, např. nábytkové, dekorační a technické tkaniny, vazné niti na manšestry a plyše apod.
Mykané konvenční (prstencové) příze se stále častěji nahrazují přízemi rotorovými. Dopřádacím strojům se zde předkládá pramen od posukovacích strojů, rotor běží zhruba desetkrát rychleji než vřeteno prstencového stroje. Rotorové příze mají poněkud tvrdší omak a nižší pevnost než příze od prstencových strojů. 

## Vlnařská technologie

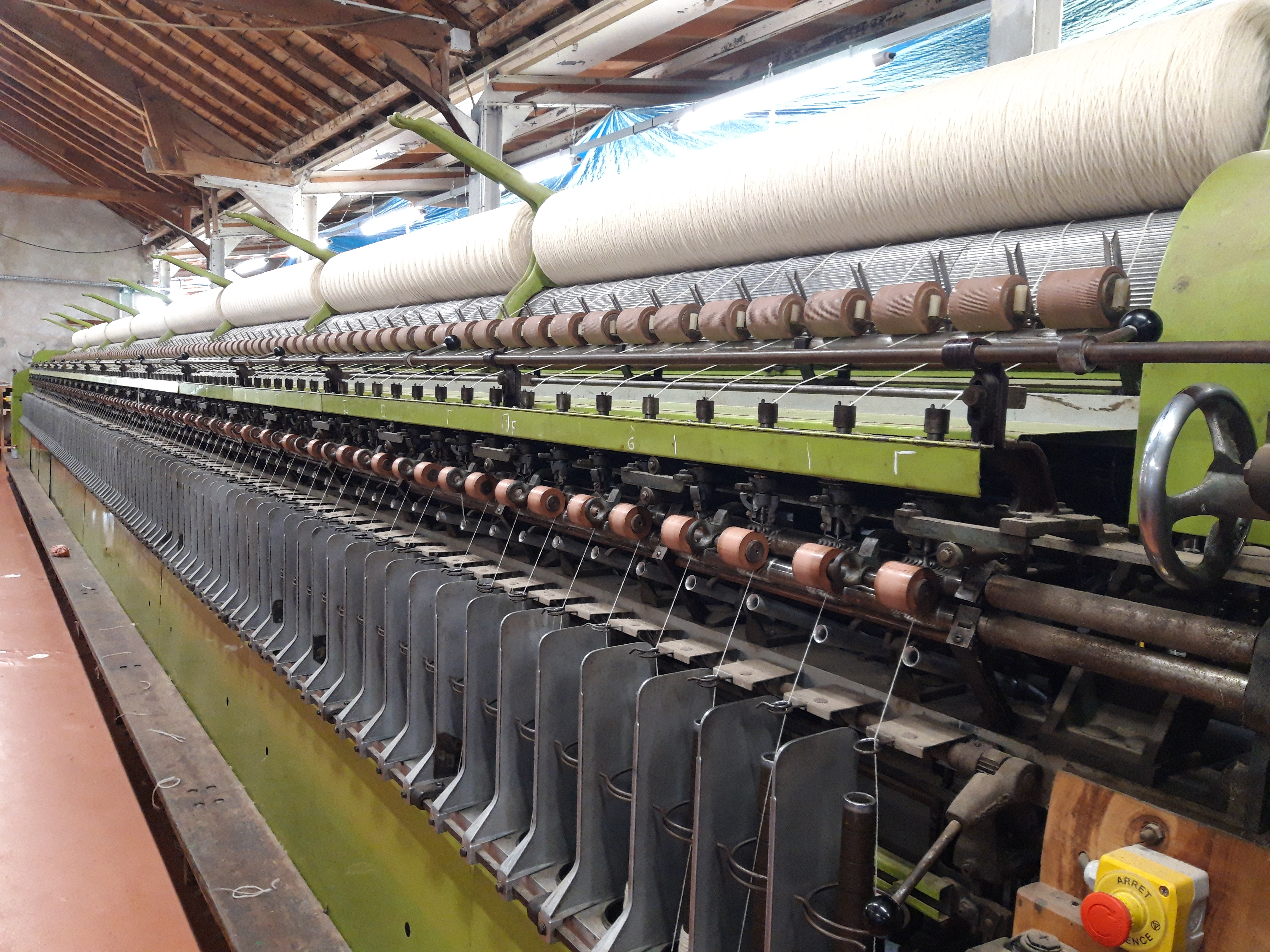
Dopřádání mykané vlny na prstencovím stroji (Francie 2021)

Tímto způsobem se zpracovává a vzájemně smíchává vlna, různá živočišná vlákna, bavlna a umělá vlákna často s příměsí nejrůznějších textilních odpadů. Vlákenné odpady se před zpracováním čistí, ústřižky tkanin a pletenin se trhají a rozvlákňují.
Ze středněvlákenné bavlny (případně viskózové stříže) s příměsí 40–70 % odpadů se vyrábí tzv. vigoňová příze. Buretová příze se touto technologií vyrábí z odpadů přírodního hedvábí.
Sestavení směsi podle určitého systému se říká manipulace. V přádní partii se často manipulují také suroviny s různými barevnými odstíny (melanž).

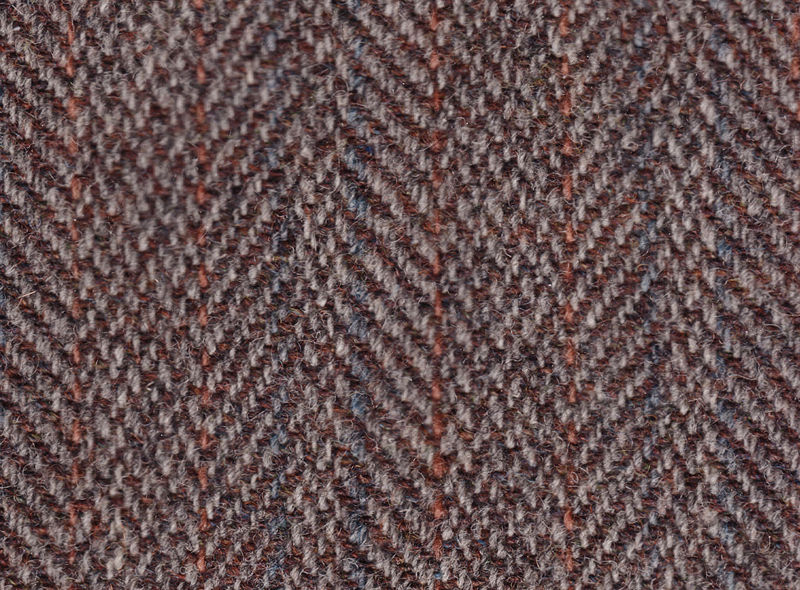
Tvíd – typická tkanina z mykané vlněné příze

Na válcovém mykacím stroji (resp. strojovém agregátu) je napojeno zařízení, které rozděluje pavučinku na několik desítek proužků a zaoblováním z nich vytváří přást. Přást se předkládá prstencovým dopřádacím strojům s průtahovým ústrojím se zkrutnou trubkou, které umožňuje zpracování vláken s velkými délkovým rozdíly.
Obzvlášť měkce točené příze se dříve dopřádaly na selfaktorech. Tyto složité stroje s nízkou produktivitou pracovaly s diskontinuální technikou (průtah, zákrut a navíjení v oddělených fázích). Od konce minulého století se tato technologie jen předvádí jako zajímavá atrakce v mnohých textilních muzeích.
Použití: Mykané příze se vypřádají do jemnosti cca 40 tex a používají se například na nábytkové a dekorační tkaniny, koberce, tkaniny na svrchní ošacení (tvíd aj.), efektní skané příze na ruční pletení atd. 

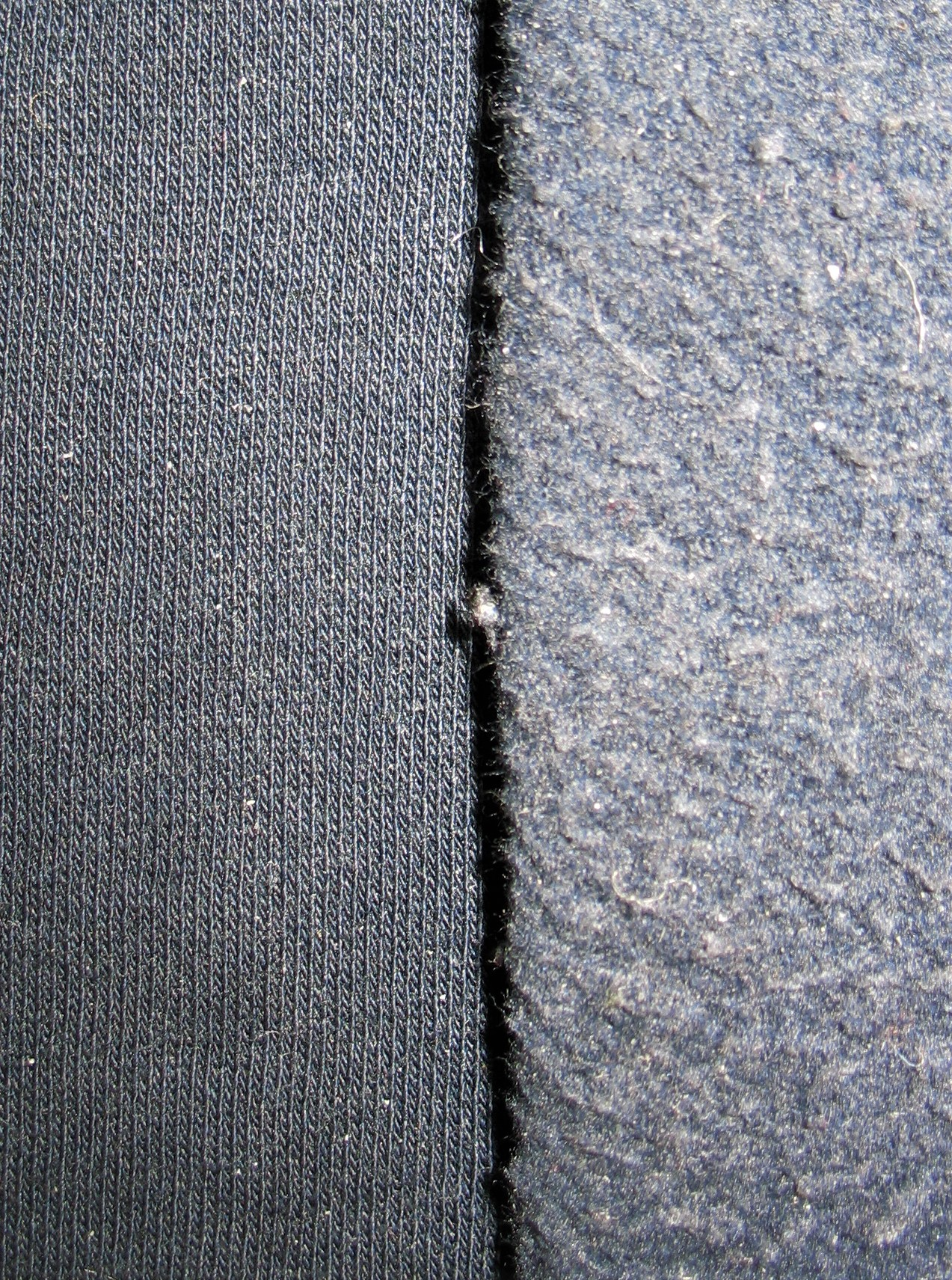
Teplákovina z vigoňové příze (vpravo: počesaný rub pleteniny)

Vigoňové příze jsou obzvlášť vhodné pro zátažné pleteniny počesané na rubní straně, ze kterých se například šijí „klasické“ české tepláky. V ČR bylo v roce 1989 vyrobeno 40 milionů kusů.